# Linda Martín Alcoff
Linda Martin Alcoff, ameriška filozofinja in profesorica, * 25. julij 1955, Panama.
Naredila je veliko na področjih filozofije feminizma, rase, spola in mnogih drugih.

## Zgodnje življenje
S tremi leti se je njena družina preselila v ZDA na Florido.
Leta 1980 je zaključila s študijem filozofije na Državni univerzi Georgie. Tri leta kasneje je na isti univerzi zaključila še magisterij, prav tako na področju filozofije.  
Svoj doktorat je delala na Univerzi Brown, doktorsko disertacijo je napisala pod vodstvom Ernesta Sose, Marthe Nussbaum in Richarda Schmitta, doktorat pa je zaključila leta 1987. 

## Kariera
Po opravljenem doktoratu je najprej eno leto kot asistentka profesorja delala na Kalamazoo College, nato pa se je zaposlila na univerzi v Syracuseu, kjer je delala naslednjih 10 let. Poleg tega je veliko potovala in učila kot gostujoča profesoricah na mnogih univerzah po svetu, med drugim na univerzah Cornell, Aarhus, Florida Atlantic in Brown. 
Kot profesorica filozofije in ženskih študij je učila na univerzi Stony Brook od leta 2002 naprej. 
Od leta 2009 naprej pa je profesorica filozofije na dveh univerzah: Hunter College in City University of New York Graduate Center. 

## Raziskovanje
Linda Martín Alcoff je v svojem pestrem življenju naredila veliko tudi na področju raziskovanja. Po svojih raziskavah in ugotovitvah je izdala številne knjige ter napisala več kot 100 člankov iz raznih področij filozofije, a žal nobeno njeno delo še ni bilo prevedeno v slovenščino. Mnogo njenih člankov je dostopnih na spletni strani  Ukvarja se predvsem z različnimi pogledi na epistemologijo in identiteto.

### Epistemology: The Big Questions (1990)
V prvi svoji knjigi, Epistemology: The Big Questions (1990), avtorica razlaga o tem, kako razmah med analitičnimi in kontinentalnimi filozofi počasi propada in da danes ti dve skupini velikokrat raziskujeta podobna vprašanja, le da na njih gledata iz malo drugačnih stališč. Poudarja pomembnost sodelovanja med filozofi različnih področij, saj le tako lahko pridemo do neke kvalitetne filozofske diskusije. Meni, da so analitični filozofi zelo dobri v zagovarjanju resnice, medtem ko kontinentalni filozofi prinesejo nek realen in socialen pogled na svet, ki v resnici ni popoln in je veliko bolj kompleksen, kot si ga predstavljajo prvi. Ravno ta neidealnost je razlog za razvoj socialne in feministične epistemologije, s katero se poglobljeno ukvarja Linda Martín Alcoff. 
Drug fokus njenih raziskav so socialne identitete, specifično identitete rase, spola, etnične pripadnosti itd. Zanima jo, kako lahko najbolje razumemo, kaj te identitete sploh predstavljajo in kako delujejo. Njeno delo na tem področju se tudi tesno prepleta z njenim raziskovanjem na področju epistemologije, saj meni, da so identitete velikokrat povezane z raznimi epistemološkimi problemi.
Zagovarja realen pogled na raso in spol, kar jo razlikuje od prevladujočih trendov s področja feministične teorije. Ta pogled zagovarja ne zato, ker meni, da je rasa nekaj naravnega, temveč zato ker je rasa socialen koncept z velikimi in realnimi posledicami. Meni, da so identitete tudi zgodovinske formacije in ne, da so posledica ideologije, ki je bila vsiljena množicam. Zato v svojih delih na tem področju skuša razložiti, kaj identitete sploh so in kaj so politične in epistemske posledice le-teh. Čeprav se identitete konstantno spreminjajo, filozofija nudi neke zadovoljive koncepte, ki so pri diskusiji teh problemov zelo uporabni. Prav tako pa se poglablja v vprašanje, kaj s temi koncepti socialne identitete narediti v prihodnosti. 

### The Future of Whiteness (2015)
V knjigi The Future of Whiteness (2015) se avtorica osredotoča na socialno identiteto belote, ki je zadnja leta predmet številnih debat v ZDA, zaradi spreminjanja demografske sestave prebivalstva. Nekateri menijo, da bo belota preprosto izginila, avtorica pa je ravno nasprotnega mnenja. Prepričana je, da tako močan koncept še dolgo časa ne bo izgubil veljave, a se zaveda, da se bo bistveno spremenil. Meni, da je danes skoraj tako izzivan, kot je bil 100 let nazaj, ko so bili Judi in Južni Evropejci nekako sprejeti pod to oznako biti bel. Danes prav tako vidimo opazne premike teh meja vključenosti in politične pomembnosti. V knjigi avtorica skuša opisati, kaj belota pomeni in razmišlja o načinih, kako bi v prihodnosti gledali nanjo, kateri v osnovi niso povezani z rasizmom ali idejo, da je to glavna oblika človeške rase.

### Rape and Resistance (2018)
Knjiga Rape and Resistance (2018) govori o spolnem nasilju. Tudi ta tema se je v zadnjih letih precej spremenila. Filozofi, vključno z Lindo Martín Alcoff govorijo več o institucionalizaciji spolnega nasilja in ne toliko o naključnih dejanjih patoloških posameznikov. Taka vrsta nasilja se dogaja v cerkvah, v vojski, v vojnih situacijah itd. Prav tako pa strokovnjaki danes drugače gledajo na izkušnjo žrtev. Mladi aktivisti so začeli govoriti o konceptu sivega posilstva, ki pomeni neko dvoumno izkušnjo oz. obdobje, v katerem žrtev nekako še dosega to točko razumevanja lastne izkušnje in se odloča, kako bi ubesedila to, kar se ji je zgodilo. Nekateri preživeli zagovarjajo, da črno bel pogled na posilstvo preprosto ni več aktualen. Tu lahko po mnenju Linde Martín Alcoff filozofi prispevajo neko potrebno konceptualno orodje, s katerim lahko žrtve razložijo te tragične dogodke. Skupaj z drugimi strokovnjaki razvija konceptualni repertoar, s katerim se deležni nasilja lahko izražajo, ko govorijo o tako zahtevnih problemih in njihovih rešitvah. Prav tako pa v knjigi govori o uporu in kako narediti javne govore preživelih čim bolj politično efektivne.

## Seznam knjig
- Alcoff, L.M. 1990. Epistemology: The Big Questions. Wiley-Blackwell.
- Alcoff, L.M. in Potter, Elizabeth. 1992. Feminist Epistemologies. Routledge.
- Alcoff, L.M. 1996. Real Knowing: New Versions of Coherence Theory. Cornell University Press.
- Alcoff, L.M. in Mendieta, E. 2000. Thinking From The Underside of History: Enrique Dussel's Philosophy of Liberation. Rowman & Littlefield Publishers. Inc.
- Alcoff, L.M. 2003. Singing in the Fire; Stories of Women in Philosophy. Rowman & Littlefield Publishers. Inc.
- Alcoff, L.M. in Mendieta, E. 2003. Identities: Race, Class, Gender, and Nationality. Wiley-Blackwell.
- Alcoff, L.M. idr. 2005. Identity Politics Reconsidered. Palgrave Macmillan.
- Alcoff, L.M. in Feder Kittay, E. 2006. Blackwell Guide to Feminist Philosophy. Wiley-Blackwell.
- Alcoff, L.M. 2006. Visible Identities: Race, Gender and the Self. Oxford University Press.
- Alcoff, L.M. in Caputo, J. 2009. St. Paul among the Philosophers. Indiana University Press.
- Alcoff, L.M. in Ortega, M. 2009. Constructing the Nation: A Race and Nationalism Reader. State University of New York Press.
- Alcoff, L.M. in Caputo, J. 2011. Feminism, Sexuality, and the Return of Religion. Indiana University Press.
- Alcoff, L.M. 2015. The Future of Whiteness. Polity.
- Alcoff, L. M. 2018. Rape and Resistance. Polity.

## Dosežki
Linda Martín Alcoff je prejela mnoge časti in nagrade. Priznana je tudi znotraj združenja Society for Women in Philosophy. Dobila je številne pohvale za svoje profesorstvo na univerzi Syracuse med letoma 1995 in 1998. 
Prejela je tudi nagrado za njeno knjigo Visible Identities: Race, Gender and the Self (2006). Pomembnejši izmed njenih ogromno dosežkov pa je častni doktorat univerze v Oslu, katerega je prejela septembra 2011.